# Ceratozamia aurantiaca
Ceratozamia aurantiaca — вид саговникоподібних з родини замієвих (Zamiaceae). Місцем проживання цього виду є Мексика (Оахака).